# Estrada europeia 80
A E80 é uma estrada europeia que começa em Lisboa (Portugal) e que acaba em Gürbulak (Turquia). Tem uma extensão de 5600 km.
Esta estrada passa por estes países: Portugal, Espanha, França, Itália, Croácia, Montenegro, Sérvia, Kosovo, Bulgária e Turquia.

## Itinerário
- Lisboa – Coimbra - Aveiro - Viseu - Guarda
  - A1 - Autoestrada do Norte
  - A25 - Autoestrada das Beiras Litoral e Alta
- Salamanca - Valladolid – Burgos - Vitoria - São Sebastião
  - A-62 - Autovia de Castela
  - BU-30
  - A-1 - Autovía del Norte
  - AP-1
  - A-1 - Autovía del Norte
  - N-622
  - AP-1
  - AP-8
  - AP-1
  - AP-8
- Bayonne - Pau - Toulouse – Narbona - Montpellier - Nimes - Aix-en-Provence - Nice
- Génova – Livorno - Roma – Pescara
- Dubrovnik
- Podgorica
- Priština
- Niš
- Sófia – Plovdiv
- Edirne - Istambul – İzmit – Gerede Merzifon - Amásia – Erzinjane - Erzurum – Horasan - Doubaiazete Gürbulak – Fronteira com o Irão